# Heda (Ort, Purugua)
Heda ist ein osttimoresischer Ort im Suco Purugua (Verwaltungsamt Cailaco, Gemeinde Bobonaro). Er liegt im Westen der Aldeia Lesupu, an der Überlandstraße von Maliana nach Hatolia Vila, auf einer Meereshöhe von 68 m. Im Westen fließt der Nunura. Südlich befindet sich das Dorf Purugua, nördlich der Ort Aidabara-ebe. Der Claola, ein Zufluss des Nunura markiert das südliche Ende von Heda. Im Osten erhebt sich der Foho Ruutali (135 m).